# Cộng đồng Vlaanderen
Thuật ngữ Cộng đồng Vlaanderen (tiếng Hà Lan: Vlaamse Gemeenschap [ˈvlaːmsə ɣəˈmeːnsxɑp] ⓘ; tiếng Pháp: Communauté flamande [kɔmynote flamɑ̃d]; tiếng Đức: Flämische Gemeinschaft [ˈflɛːmɪʃə ɡəˈmaɪ̯nʃaft]) có hai ý nghĩa riêng biệt song có liên quan với nhau:
1. Về mặt lịch sử và xã hội học, nó ám chỉ các tổ chức, truyền thông, sinh hoạt xã hội và văn hoá Vlaanderen; từ ngữ thay thế cho khái niệm này có thể là "người Vlaanderen" hoặc "dân tộc Vlaanderen".
2. Về mặt chính trị, đây là tên của một trong ba cộng đồng hiến định tại Bỉ, được lập ra theo hiến pháp Bỉ và có các trách nhiệm pháp lý trong biên giới địa lý chính xác của khu vực nói tiếng Hà Lan và của khu vực song ngữ Bruxelles-Thủ đô. Không như Cộng đồng người Bỉ nói tiếng Pháp, thẩm quyền của cộng đồng Vlaanderen được thống nhất với thẩm quyền của vùng Vlaanderen và do Nghị viện Vlaanderen tại Bruxelles thi hành.

## Lịch sử
Các cải cách nhà nước Bỉ đã chuyển quốc gia này từ một nhà nước đơn nhất sang một nhà nước liên bang. Các cộng đồng văn hoá là loại phân quyền đầu tiên vào năm 1970, hình thành các cộng đồng văn hoá Hà Lan, Pháp và Đức. Đến năm 1980, chúng chịu trách nhiệm về các vấn đề văn hoá và được rút gọn thành "cộng đồng", Cộng đồng (văn hoá) Hà Lan được đổi tên thành Cộng đồng Vlaanderen. Trong cải cách nhà nước vào năm 1980, các vùng Vlaanderen và Wallonie cũng được thành lập. Tại Vlaanderen, người ta quyết định các thể chế của cộng đồng Vlaanderen sẽ đảm nhiệm các nhiệm vụ của vùng Vlaanderen, do đó chỉ có duy nhất một Nghị viện Vlaanderen và một Chính phủ Vlaanderen.

## Thầm quyền
Theo hiến pháp của Bỉ, cộng đồng Vlaanderen chịu trách nhiệm pháp lý về:
- Giáo dục (ngoại trừ điều kiện cấp bằng, độ tuổi giáo dục nghĩa vụ, và lương hưu của giáo viên);
- Văn hoá;
- Pháp luật về ngôn ngữ tại các khu tự quản chỉ nói tiếng Hà Lan;
- Một số khía cạnh nhất định về phúc lợi, y tế và trợ cấp cho trẻ em;
- Hợp tác quốc tế trên tất cả các lĩnh vực có thẩm quyền.

Do các thể chế của cộng đồng Vlaanderen (nghị viện, chính phủ và các bộ) tiếp nhận toàn bộ các thẩm quyền của vùng Vlaanderen, nên chúng cũng có thẩm quyền trong toàn bộ các lĩnh vực chính sách khu vực, bao gồm:
- Nông nghiệp (song phần lớn chính sách này do Liên minh châu Âu xác định);
- Công trình công cộng và phát triển kinh tế vùng;
- Chính quyền địa phương;
- Môi trường;
- Tính lưu động;
- Năng lượng (song năng lượng hạt nhân thuộc thẩm quyền của cấp liên bang).

Thành viên của Nghị viện Vlaanderen được bầu tại vùng thủ đô Bruxelles không có quyền bỏ phiếu về các vấn đề của vùng Vlaanderen mà chỉ bỏ phiếu trong các vấn đề của cộng đồng, do công việc liên quan đến vùng của họ do Nghị viện Buruxelles quản lý. Về mặt pháp lý, tại vùng thủ đô Bruxelles, cộng đồng Vlaanderen không chịu trách nhiệm về cá nhân mà về các thể chế Vlaanderen như trường học, nhà hát, thư viện và bảo tàng. Nguyên nhân là không có vị thế địa phương riêng biệt tại Bỉ. Các cá nhân sống tại Bruxelles có thể tự chọn các chính sách nhất định của cộng đồng Vlaanderen.

## Ngôn ngữ
Tiếng Hà Lan là ngôn ngữ chính thức của cộng đồng Vlaanderen, song có thiểu số cư dân nói tiếng Pháp, tiếng Yiddish, tiếng Thổ Nhĩ Kỳ, tiếng Ả Rập, tiếng Berber, tiếng Ý, tiếng Tây Ban Nha, tiếng Anh và tiếng Đức. Mặc dù hầu hết các nhóm thiểu số là người nhập cư gần đây, song người Do Thái đã hình thành từ thời Trung cổ, họ là cộng đồng thiểu số lâu năm nhất và duy trì bản sắc của mình.
So với hầu hết các khu vực tại Hà Lan, các phương ngữ lịch sử của người Vlaanderen vẫn có xu hướng mạnh mẽ và đặc biệt là ở địa phương. Tuy nhiên, kể từ Chiến tranh thế giới thứ hai, do ảnh hưởng từ sự phát triển của phát thanh-truyền hình, và của giáo dục được kéo dài, cũng như tính lưu động cao hơn khi cư dân có các chuyến đi ra xa khỏi địa phương, kết quả là các phương ngữ "thuần" truyền thống bị suy thoái, đặc biệt là trong giới trẻ. Một số khác biệt giữa các phương ngữ đang xói mòn. Tại phần lớn các địa phương hoặc ngoại ô có dòng nhập cư đáng kể từ các khu vực khác, các phương ngữ trung gian mới đã xuất hiện, với mức độ ảnh hưởng khác nhau từ tiếng Hà Lan tiêu chuẩn. Trong tiếng Hà Lan, chúng thường được gọi là tussentaal ("ngôn ngữ ở giữa", thường được sử dụng cho tiếng Hà Lan sát chuẩn song đi kèm với các khía cạnh phương ngữ đặc trưng), hoặc mang tính xúc phạm hơn là verkavelingsvlaams (một sự hoà trộn của các phương ngữ "được làm sạch" ít nhiều tại một khu vực ngoại ô mới phát triển với cư dân chịu ảnh hưởng từ nhiều phương ngữ khác nhau). Gần đây hơn, một số sáng kiến địa phương được chế định nhằm bảo lưu các phương ngữ truyền thống và tính đa dạng của chúng.
Tại Bruxelles, phương ngữ tiếng Hà Lan tại đây chịu ảnh hưởng mạnh từ tiếng Pháp, cả trong phát âm và từ vựng. Ngày nay, hầu hết người Vlaanderen sống tại Bruxelles không nói phương ngữ địa phương. Điều này một phần là do có một lượng tương đối lớn người Vlaanderen trẻ tuổi nhập cư đến Bruxelles, sau một giai đoạn có nhiều người khác chuyển đi trong khi người nói tiếng Pháp chuyển đến.
Tại các khu tự quản nhất định dọc biên giới với Wallonie và vùng thủ đô Bruxelles, người nói tiếng Pháp được hưởng "hạ tầng ngôn ngữ". Chúng bao gồm các quyền như tiếp nhận các văn kiện chính thức bằng ngôn ngữ của họ. Người nói tiếng Hà Lan cũng được hưởng các hạ tầng tương tự tại một số khu tự quản thuộc Wallonie dọc biên giới với Vlaanderen. Giới hạn hành chính của các cộng đồng yêu cầu cộng đồng nói tiếng Pháp phải đảm bảo giáo dục cơ bản tiếng Hà Lan tại các khu tự quản có hạ tầng cho người nói tiếng Hà Lan, và cộng đồng Vlaanderen tài trợ cho các trường học tiếng Pháp tại các khu tự quản có hạ tầng tiếng Pháp của họ.

## Thể chế Vlaanderen tại Bruxelles
Trách nhiệm của vùng Vlaanderen có thể được trao đến cấp tỉnh, song không có sự tương đương nào tồn tại trong vùng thủ đô Bruxelles, vùng này tự thi hành nhiều thẩm quyền về "các nhiệm vụ lãnh thổ" như được phân cho các tỉnh. Các thẩm quyền của cộng đồng (giáo dục, văn hoá và phúc lợi xã hội) tại đây được thi hành bởi hai cộng đồng hiến định có ảnh hưởng. Cộng đồng Vlaanderen do đó thành lập một hội đồng dân cử tại địa phương và một cơ quan hành pháp (Hội đồng Cộng đồng Vlaanderen, 'VGC') nhằm phục vụ cho "quyết định & dịch vụ công cấp trung gian". VGC sau đó công nhận các thể chế địa phương, khu tự quản nhằm chăm lo cho dịch vụ công thuần địa phương tại các khu vực cộng đồng này (gọi là gemeenschapscentra hay các trung tâm cộng đồng).

## Truyền thông
Vlaanderen có một công ty phát thanh-truyền hình chính thức mang tên Vlaamse Radio en Televisieomroep hay VRT. Từ năm 1989, một vài công ty phát thanh-truyền hình cấp khu vực được thành lập. Ngoài ra, còn có các công ty phát sóng "khu vực" song chỉ hạn chế tại các bộ phận nhỏ của vùng Vlaanderen. Báo chí xuất bản chịu sự chi phối của một số nhật báo "chất lượng" (như De Tijd, De Morgen và De Standaard), một số nhật báo 'đại chúng' (như Het Laatste Nieuws và Het Nieuwsblad) và một số lượng khổng lồ các tạp chí phổ thông và chuyên biệt.